# Mayrhofen
Mayrhofen é um município da Áustria, situado no distrito de Schwaz, no estado do Tirol. Tem 178,64 km² de área e sua população em 2019 foi estimada em 3.875 habitantes.